# Rudolf Wille (Mathematiker)

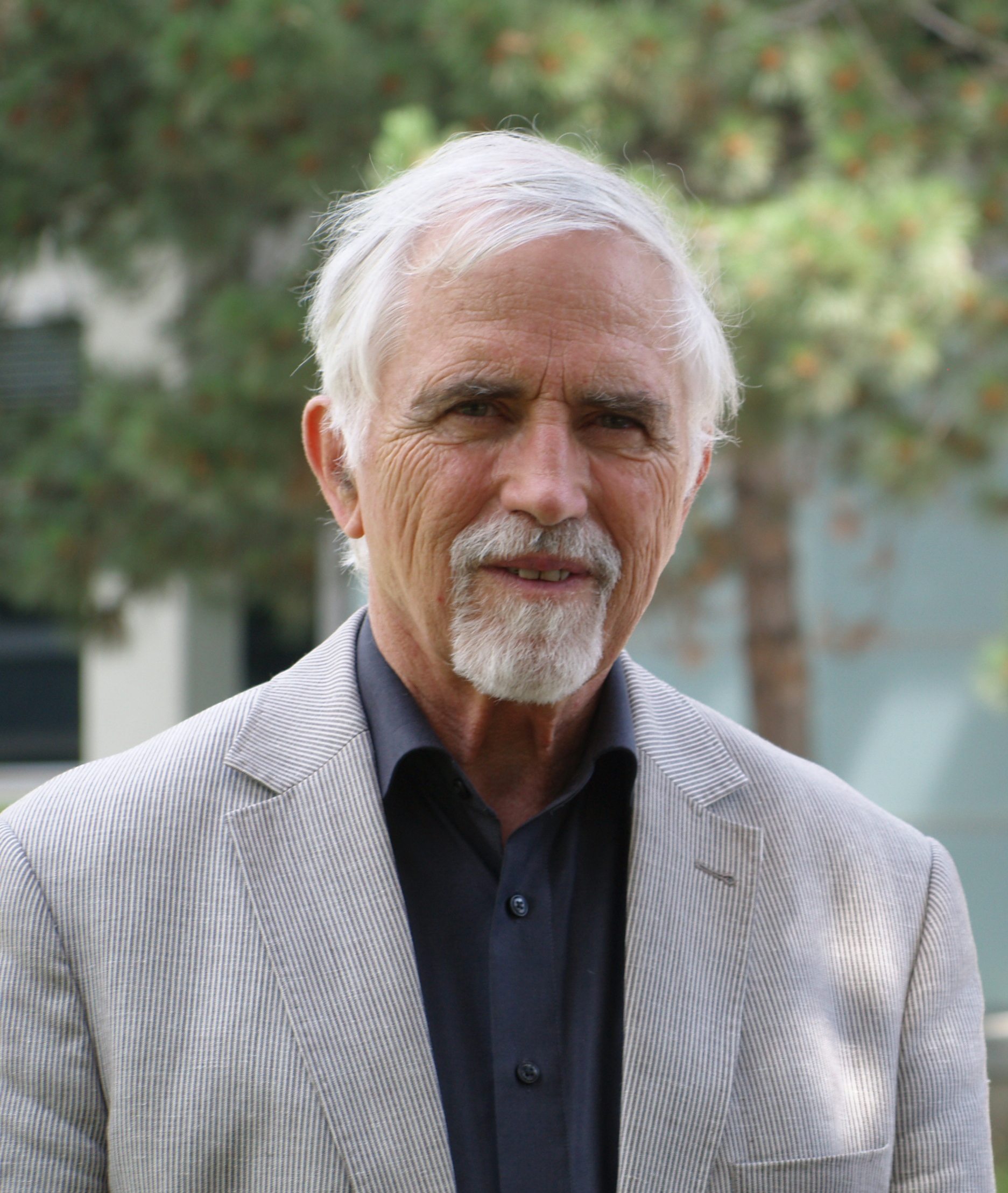
Rudolf Wille (2012)

Rudolf Wille (* 2. November 1937 in Bremen; † 22. Januar 2017 in Bickenbach (Bergstraße)) war ein deutscher Mathematiker und Professor am Fachbereich Mathematik der TU Darmstadt.

## Wissenschaftliche Laufbahn
Wille studierte Mathematik, Musikwissenschaft und Philosophie an der Philipps-Universität Marburg und der Johann-Wolfgang-Goethe-Universität Frankfurt am Main. 1961 legte er sein Staatsexamen in Mathematik und 1963 in Schulmusik ab und 1966 wurde er in Frankfurt in Mathematik promoviert bei Ernst-August Behrens (Halbkomplementäre Verbände). 1970 trat er die Professur in Darmstadt an; ab 1976 war er auch für viele Jahre Direktoriumsmitglied des Instituts für Philosophie der TU Darmstadt. 2003 wurde er emeritiert.

## Wirken
Das besondere Forschungsinteresse Rudolf Willes galt der Formalen Begriffsanalyse und auf deren Grundlage der Begrifflichen Wissensverarbeitung. Weitere Forschungsinteressen waren Allgemeine Algebra, Ordnungs- und Verbandstheorie, Grundlagen der Geometrie, Diskrete Mathematik, Messtheorie, mathematische Musiktheorie, Wissenschaftsphilosophie und Kontextuelle Logik.
Rudolf Wille verfasste den Aufsatz Restructuring lattice theory: An approach based on hierarchies of concepts. Dieser Aufsatz ist 1981 erstmals veröffentlicht worden und wurde wegen seiner grundlegenden Bedeutung mehrfach nachgedruckt, unter anderem in einem Tagungsband aus dem Jahre 2009.
1983 rief er die Forschungsgruppe Formale Begriffsanalyse ins Leben, der unter anderen auch Bernhard Ganter, Peter Burmeister und Karl Erich Wolff angehörten. Die Bezeichnung „Formale Begriffsanalyse“ wurde von ihm geprägt. Aus den Vorarbeiten von Garrett Birkhoff und einigen französischen Mathematikern und Philosophen wurde sie unter seiner Leitung und Moderation von der Forschungsgruppe im Wesentlichen zu ihrem heutigen Stand weiter entwickelt.
Auf Rudolf Wille geht insbesondere der Hauptsatz über Begriffsverbände zurück.
Neben der mathematischen Fundierung war es Rudolf Wille immer wichtig, nicht nur einen mathematischen Kalkül zu entwickeln, sondern ein Instrument, das Menschen neue Möglichkeiten eröffnet, mit großen Datenmengen umzugehen und sie zu verstehen. Aus diesem Anliegen entwickelte sich auch eine enge Zusammenarbeit mit dem Psychologie-Professor Thomas Bernhard Seiler.
1993 gründete er das „Ernst-Schröder-Zentrum für Begriffliche Wissensverarbeitung e. V.“, das sich demselben Forschungsziel widmet. (Siehe auch: Ernst Schröder).
Rudolf Wille betreute mehr als 100 Diplom- und Staatsexamenarbeiten in Mathematik, 52 Dissertationen und 8 Habilitationen. Etliche seiner Schüler wurden mittlerweile selbst auf Lehrstühle berufen, darunter Bernhard Ganter, Thomas Ihringer, Katja Lengnink, Susanne Prediger und Gerd Stumme.
Im Jahr 1970 rief Wille die Arbeitstagung Allgemeine Algebra ins Leben.

## Privates
Wille war der jüngere Bruder von Friedrich Wille. Er war mit Renate Wille-Henning verheiratet. Aus der Ehe ging eine Tochter, Uta Wille, hervor.
Wille war auch ein erfolgreicher Schachspieler: 1955 wurde er niedersächsischer Jugendmeister. Anschließend belegte er bei der deutschen Jugendmeisterschaft in Remscheid eine mittlere Platzierung.

## Schriften
Rudolf Wille ist Autor von mehr als 200 wissenschaftlichen Publikationen und Co-Autor des ersten Lehrbuchs zur Formalen Begriffsanalyse. Dazu
- Wille, Rudolf, Monika Zickwolf (Hrsg.): Begriffliche Wissensverarbeitung: Grundfragen und Aufgaben. BI Wissenschaftsverlag, Mannheim u. a. 1994, ISBN 3-411-17241-X.
- Bernhard Ganter, Rudolf Wille, Karl-Erich Wolff: Beiträge zur Begriffsanalyse. BI Wissenschaftsverlag, Mannheim u. a. 1987, ISBN 3-411-03157-3.
- Bernhard Ganter, Rudolf Wille: Formal Concept Analysis: Mathematical Foundations. Springer, 1999, ISBN 3-642-59830-7, doi:10.1007/978-3-642-59830-2.
- Gerd Stumme, Rudolf Wille: Begriffliche Wissensverarbeitung: Methoden und Anwendungen. Springer, Berlin / Heidelberg 2000, ISBN 3-642-57217-0, doi:10.1007/978-3-642-57217-3.
- Bernhard Ganter, Gerd Stumme, Rudolf Wille (Hrsg.): Formal Concept Analysis: Foundations and applications. Springer, Berlin 2005, ISBN 3-540-27891-5, doi:10.1007/978-3-540-31881-1.